# Aubercourt
Ne doit pas être confondu avec Aubécourt ou Auberchicourt.
Aubercourt est une commune française située dans le département de la Somme en région Hauts-de-France.

## Géographie

### Localisation
Aubercourt est un village picard de l'Amiénois et de la région naturelle du Santerre.
Limitrophe de Villers-Bretonneux, la commune est située à 8 km au nord-est de Moreuil, 9 km au sud de Corbie, 19 km au sud-est d'Amiens et à 20 km au nord de Montdidier à vol d'oiseau.
Le territoire de la commune est limitrophe de ceux de quatre communes.
Les communes limitrophes sont Villers-Bretonneux, Démuin, Ignaucourt et Marcelcave.

### Géologie et relief
Le village est situé à proximité de huit étendues boisées.

### Hydrographie

#### Réseau hydrographique
La commune est située dans le bassin Artois-Picardie. Elle est drainée par la Luce et le ruisseau la Margot,.
La Luce, d'une longueur de 18 km, prend sa source dans la commune de Caix et se jette  dans l'Avre à Thennes, après avoir traversé 13 communes.

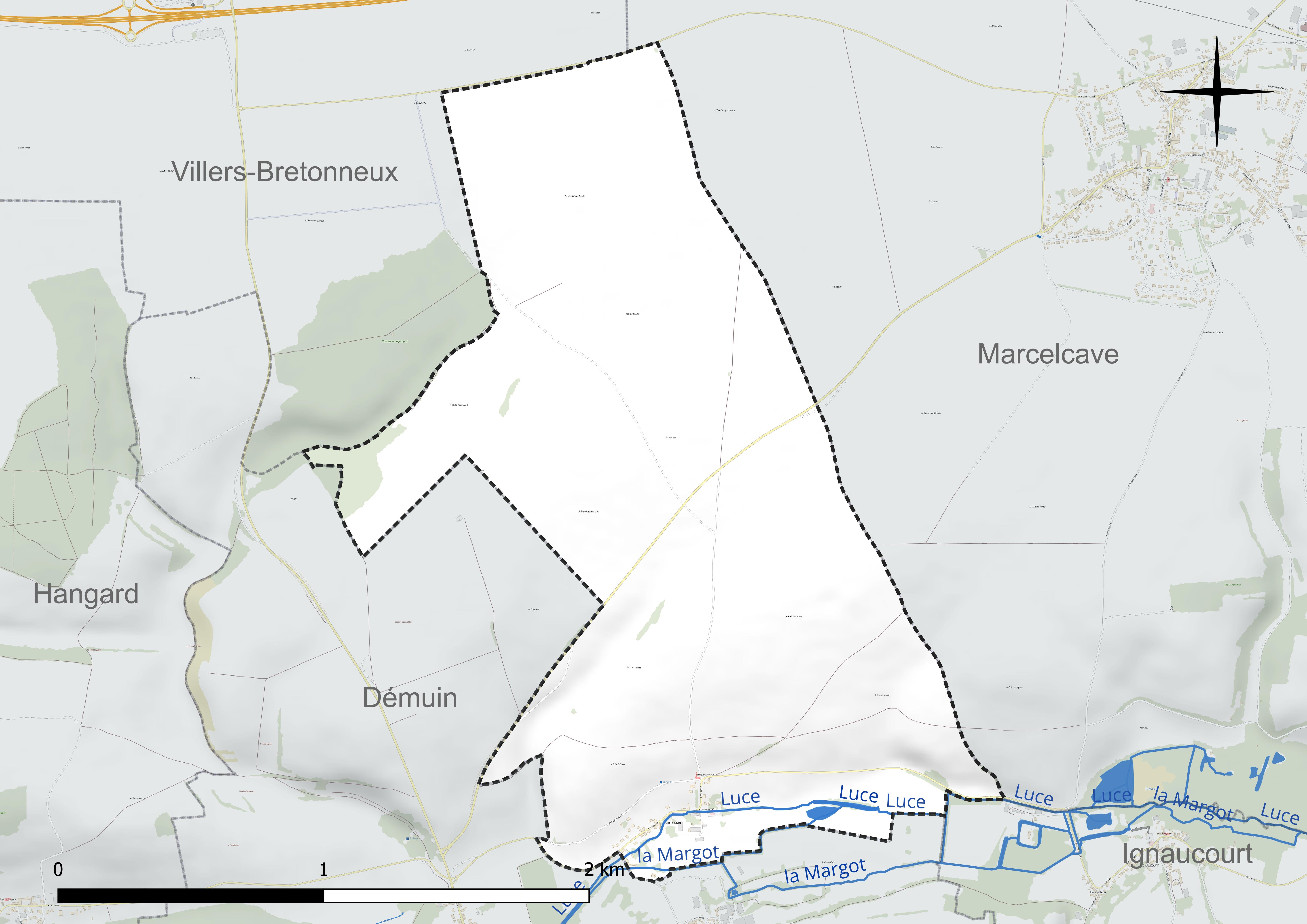
Réseau hydrographique d'Aubercourt.

#### Gestion et qualité des eaux
Le territoire communal est couvert par le schéma d'aménagement et de gestion des eaux (SAGE) « Somme aval et Cours d'eau côtiers ». Ce document de planification concerne un territoire de 1 835 km2 de superficie, délimité par le bassin versant de la Somme canalisée. Le périmètre a été arrêté le 29 avril 2010 et le SAGE proprement dit a été approuvé le 6 août 2019. La structure porteuse de l'élaboration et de la mise en œuvre est le syndicat mixte d'aménagement hydraulique du bassin versant de la Somme (AMEVA).
La qualité des cours d'eau peut être consultée sur un site dédié géré par les agences de l'eau et l'Agence française pour la biodiversité.

### Climat
Pour des articles plus généraux, voir Climat des Hauts-de-France et Climat de la Somme.
En 2010, le climat de la commune est de type climat océanique dégradé des plaines du Centre et du Nord, selon une étude du CNRS s'appuyant sur une série de données couvrant la période 1971-2000. En 2020, Météo-France publie une typologie des climats de la France métropolitaine dans laquelle la commune est exposée à un climat océanique et est dans la région climatique Nord-est du bassin Parisien, caractérisée par un ensoleillement médiocre, une pluviométrie moyenne régulièrement répartie au cours de l'année et un hiver froid (3 °C).
Pour la période 1971-2000, la température annuelle moyenne est de 10,5 °C, avec une amplitude thermique annuelle de 14,2 °C. Le cumul annuel moyen de précipitations est de 738 mm, avec 11,6 jours de précipitations en janvier et 8,6 jours en juillet. Pour la période 1991-2020, la température moyenne annuelle observée sur la station météorologique la plus proche, située sur la commune de Glisy à 12 km à vol d'oiseau, est de 11,1 °C et le cumul annuel moyen de précipitations est de 646,6 mm,. Pour l'avenir, les paramètres climatiques de la commune estimés pour 2050 selon différents scénarios d'émission de gaz à effet de serre sont consultables sur un site dédié publié par Météo-France en novembre 2022.

## Urbanisme

### Typologie
Au 1er janvier 2024, Aubercourt est catégorisée commune rurale à habitat dispersé, selon la nouvelle grille communale de densité à sept niveaux définie par l'Insee en 2022.
Elle est située hors unité urbaine. Par ailleurs la commune fait partie de l'aire d'attraction d'Amiens, dont elle est une commune de la couronne,. Cette aire, qui regroupe 369 communes, est catégorisée dans les aires de 200 000 à moins de 700 000 habitants,.

### Occupation des sols
L'occupation des sols de la commune, telle qu'elle ressort de la base de données européenne d'occupation biophysique des sols Corine Land Cover (CLC), est marquée par l'importance des territoires agricoles (98,7 % en 2018), une proportion identique à celle de 1990 (98,7 %). La répartition détaillée en 2018 est la suivante : 
terres arables (91,9 %), zones agricoles hétérogènes (6,2 %), forêts (1,3 %), prairies (0,6 %). L'évolution de l'occupation des sols de la commune et de ses infrastructures peut être observée sur les différentes représentations cartographiques du territoire : la carte de Cassini (XVIIIe siècle), la carte d'état-major (1820-1866) et les cartes ou photos aériennes de l'IGN pour la période actuelle (1950 à aujourd'hui).

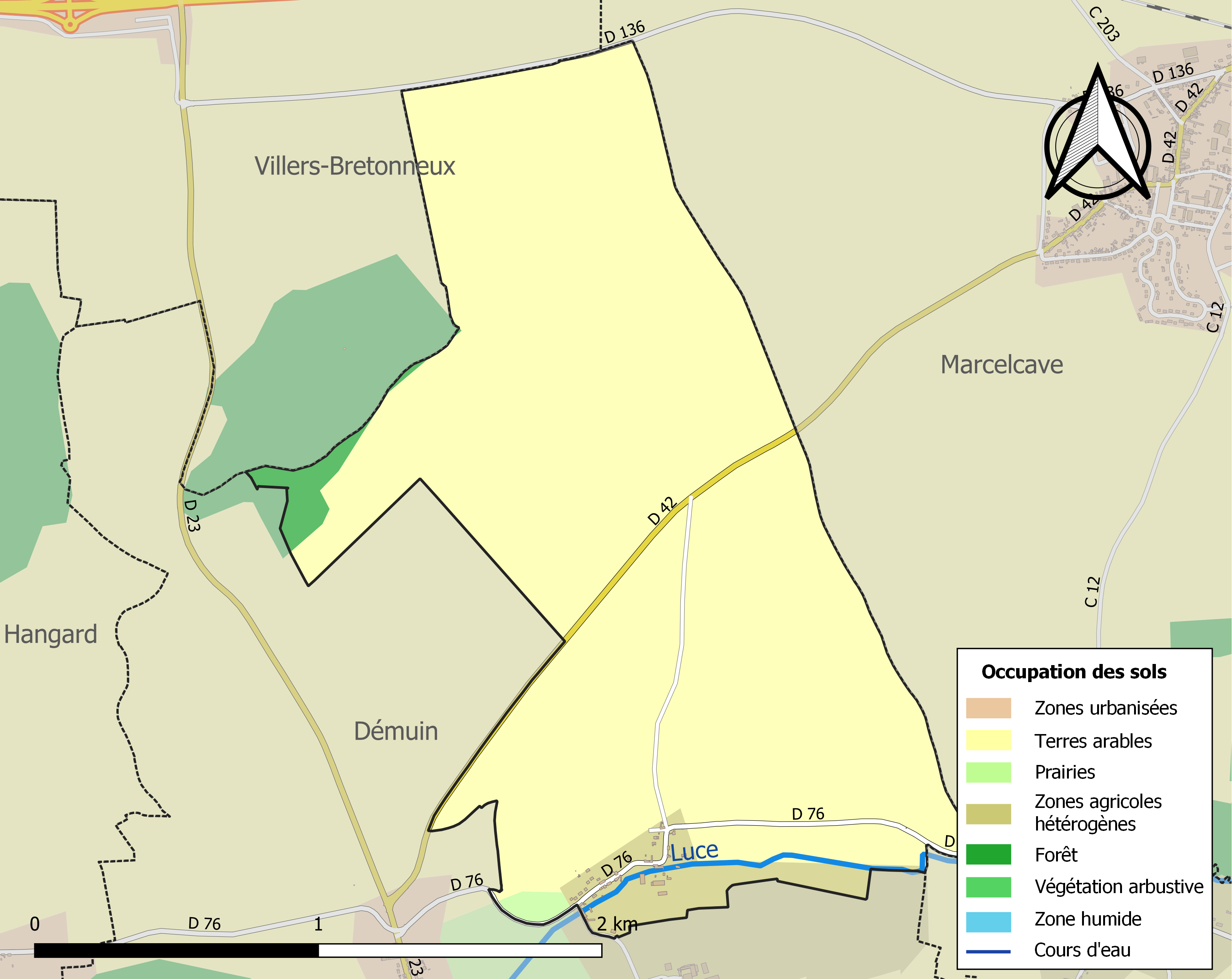
Carte des infrastructures et de l'occupation des sols de la commune en 2018 (CLC).

## Toponymie
Le nom de la localité est attesté  sous les formes Waubercurt en 1137 et en 1259 et  , Auberti  curia en  1239, le  village se nomme définitivement Aubercourt dès 1567.
Aubércourt en picard.
Aubercourt est un terme de formation germano-romane. Le suffixe « court », dérive du terme latin Curtis désignant une cour de ferme, une ferme ou un village. Le préfixe « Auber » serait un dérivé du nom germanique d'un des propriétaires après les Invasions barbares des Ve siècle et VIe siècle qui devait se nommer Odbertus, ou porter un nom proche de cet anthroponyme.

## Histoire
Le village se trouve dans la zone des combats de la Première Guerre mondiale.
Il a été décoré de la Croix de guerre 1914-1918 le 3 novembre 1920.

## Politique et administration

### Rattachements administratifs et électoraux
La commune se trouve dans l'arrondissement de Montdidier du département de la Somme. Pour l'élection des députés, elle fait partie depuis 2012 de la quatrième circonscription de la Somme.
Elle fait partie depuis 1801 du canton de Moreuil, qui a été modifié et agrandi dans le cadre du redécoupage cantonal de 2014 en France.

### Intercommunalité
La commune était membre de la communauté de communes du canton de Moreuil, créée par un arrêté préfectoral du 4 décembre 1992 et renommée communauté de communes Avre Luce Moreuil (CCALM) par arrêté préfectoral du 6 mai 1996.
Dans le cadre des dispositions de la loi portant nouvelle organisation territoriale de la République du 7 août 2015, qui prévoit que les établissements publics de coopération intercommunale (EPCI) à fiscalité propre doivent avoir un minimum de 15 000 habitants, la préfète de la Somme propose en octobre 2015 un projet de nouveau schéma départemental de coopération intercommunale (SDCI) prévoyant la réduction de 28 à 16 du nombre des intercommunalités à fiscalité propre du département.
Après des hypothèses de regroupement des communautés de communes du Grand Roye (CCGR), du canton de Montdidier (CCCM), du Santerre et d'Avre, Luce et Moreuil, la préfète dévoile en octobre 2015 son projet qui prévoit la « des communautés de communes d'Avre Luce Moreuil et du Val de Noye », le nouvel ensemble de 22 440 habitants regroupant 49 communes,. À la suite de l'avis favorable des intercommunalités et de la commission départementale de coopération intercommunale en janvier 2016 puis des conseils municipaux et communautaires concernés, la fusion est établie par un arrêté préfectoral du 22 décembre 2016, qui prend effet le 1er janvier 2017.
La commune est donc désormais membre de la communauté de communes Avre Luce Noye (CCALN).

### Politique locale
Le premier tour des élections municipales de 2020 n'a pas été organisé au village, faute de candidats, ce qui a amené à envisager un rattachement futur avec la commune de Démuin, éloignée d'un kilomètre. Pour le second tour, une liste de onze candidats néanmoins pu se constituer, permettant l'élection d'un conseil municipal.

### Liste des maires
| Période                                  | Période                       | Identité         | Étiquette | Qualité              |
| ---------------------------------------- | ----------------------------- | ---------------- | --------- | -------------------- |
| Les données manquantes sont à compléter. |                               |                  |           |                      |
| mars 2001                                | mars 2008                     | Jean Mroz        |           |                      |
| mars 2008                                | juillet 2020                  | Gilbert Bertrand | SE        |                      |
| juillet 2020,                            | En cours (au 2 décembre 2020) | Gilles Charles   |           | Agriculteur retraité |

## Population et société

### Démographie
L'évolution du nombre d'habitants est connue à travers les recensements de la population effectués dans la commune depuis 1793. Pour les communes de moins de 10 000 habitants, une enquête de recensement portant sur toute la population est réalisée tous les cinq ans, les populations de référence des années intermédiaires étant quant à elles estimées par interpolation ou extrapolation. Pour la commune, le premier recensement exhaustif entrant dans le cadre du nouveau dispositif a été réalisé en 2007.

En 2022, la commune comptait 72 habitants, en évolution de −14,29 % par rapport à 2016 (Somme : −1,26 %, France hors Mayotte : +2,11 %).
| 1793 | 1800 | 1806 | 1821 | 1831 | 1836 | 1841 | 1846 | 1851 |
| ---- | ---- | ---- | ---- | ---- | ---- | ---- | ---- | ---- |
| 108  | 115  | 124  | 159  | 162  | 169  | 177  | 197  | 190  |

| 1856 | 1861 | 1866 | 1872 | 1876 | 1881 | 1886 | 1891 | 1896 |
| ---- | ---- | ---- | ---- | ---- | ---- | ---- | ---- | ---- |
| 170  | 166  | 152  | 154  | 156  | 149  | 155  | 120  | 105  |

| 1901 | 1906 | 1911 | 1921 | 1926 | 1931 | 1936 | 1946 | 1954 |
| ---- | ---- | ---- | ---- | ---- | ---- | ---- | ---- | ---- |
| 96   | 72   | 63   | 29   | 46   | 52   | 46   | 47   | 59   |

| 1962 | 1968 | 1975 | 1982 | 1990 | 1999 | 2006 | 2007 | 2012 |
| ---- | ---- | ---- | ---- | ---- | ---- | ---- | ---- | ---- |
| 42   | 43   | 37   | 40   | 42   | 43   | 56   | 58   | 85   |

| 2017 | 2022 | - | - | - | - | - | - | - |
| ---- | ---- | - | - | - | - | - | - | - |
| 81   | 72   | - | - | - | - | - | - | - |

### Enseignement
Le village fait partie du regroupement pédagogique intercommunal de la Luce qui comprend  les écoles de Thennes, Domart-sur-la-Luce et Berteaucourt-lès-Thennes. Les villages associés d'Hangard et Ignaucourt ne disposent pas de classe sur leur territoire.
Le regroupement est géré par un syndicat intercommunal scolaire dont le siège est situé à Démuin.
Une garderie à Domart accueille les écoliers des sept villages constituant le RPI.

## Culture locale et patrimoine

### Lieux et monuments
- Église Saint-Quentin[42], reconstruite après les démolitions de la Première Guerre mondiale. Elle contient des fonts baptismaux du XIIIe siècle[43], un christ de pitié en bois taillé polychrome de 1609[44], une statue de saint Quentin en bois taillé polychrome du XVIe siècle et une autre de la Vierge à l'Enfant en bois peint du début du XIXe siècle[45].

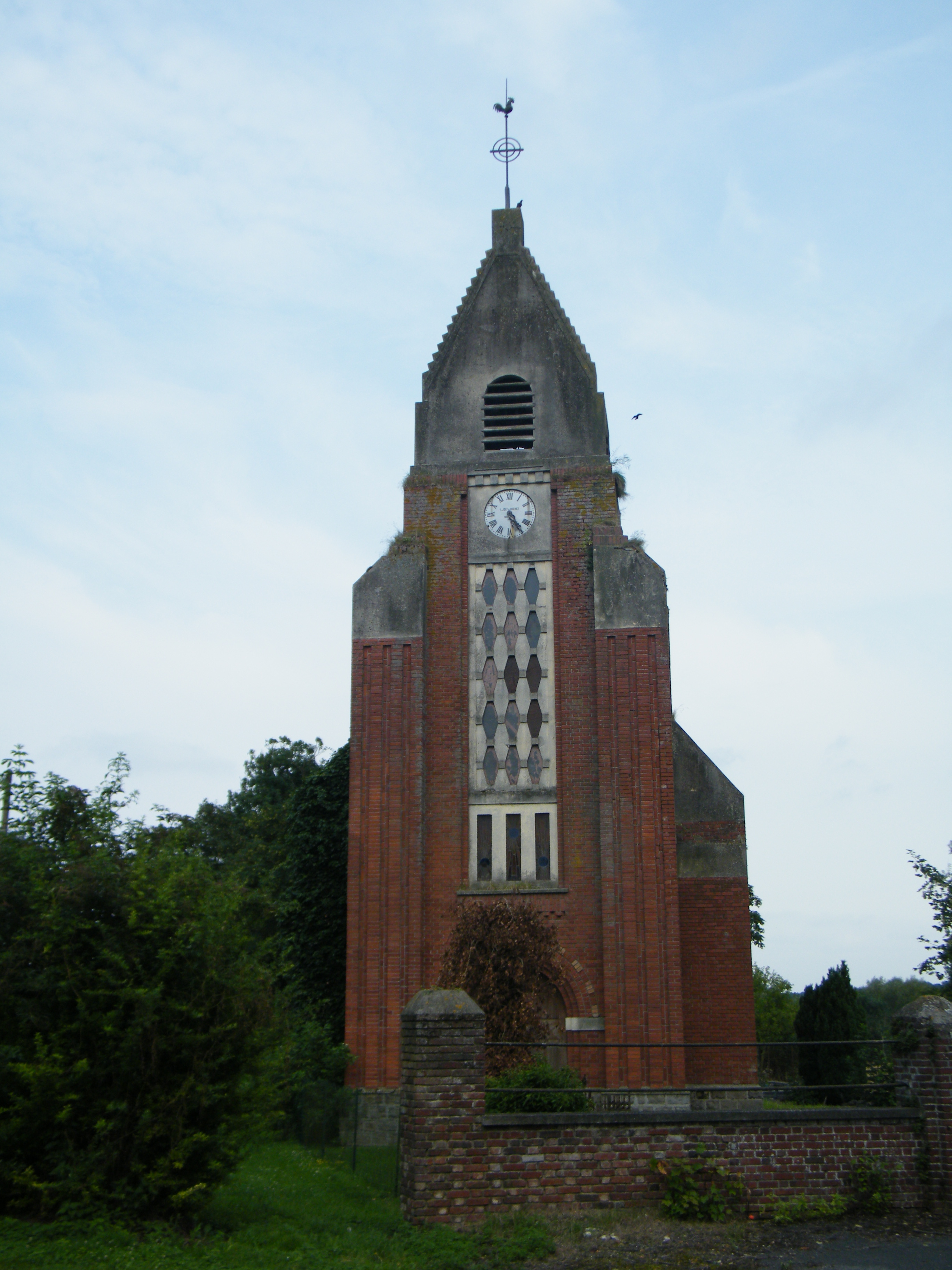
L'église Saint-Quentin.
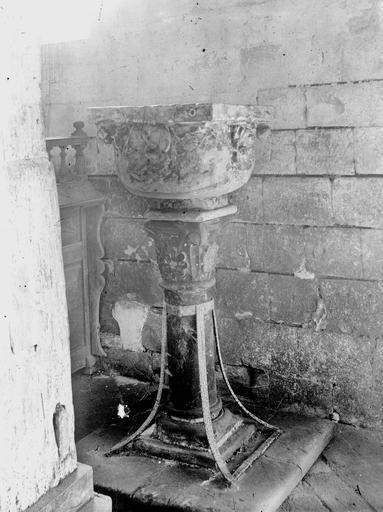
Les fonts baptismaux de l'église en 1914
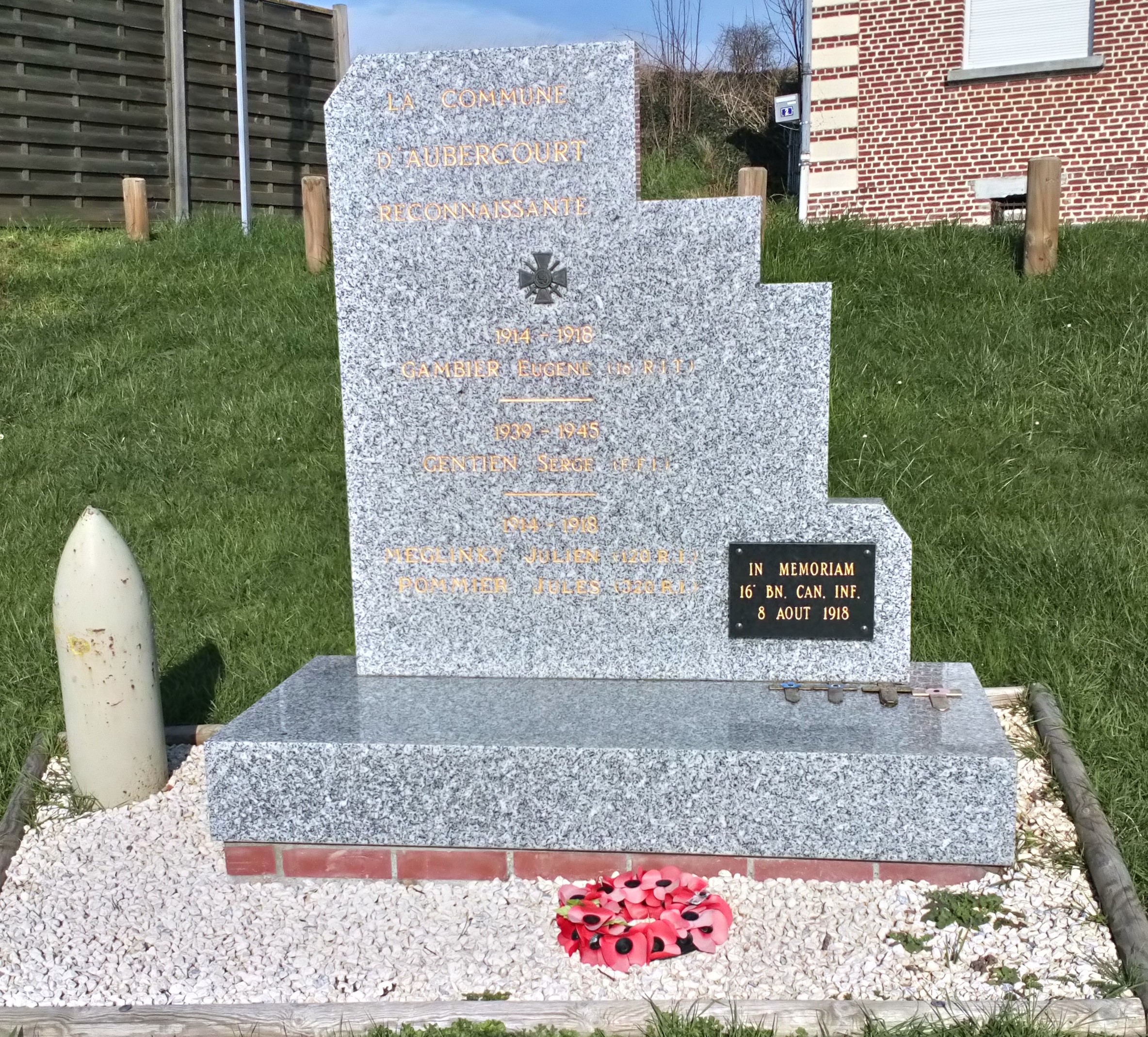
Le monument aux morts
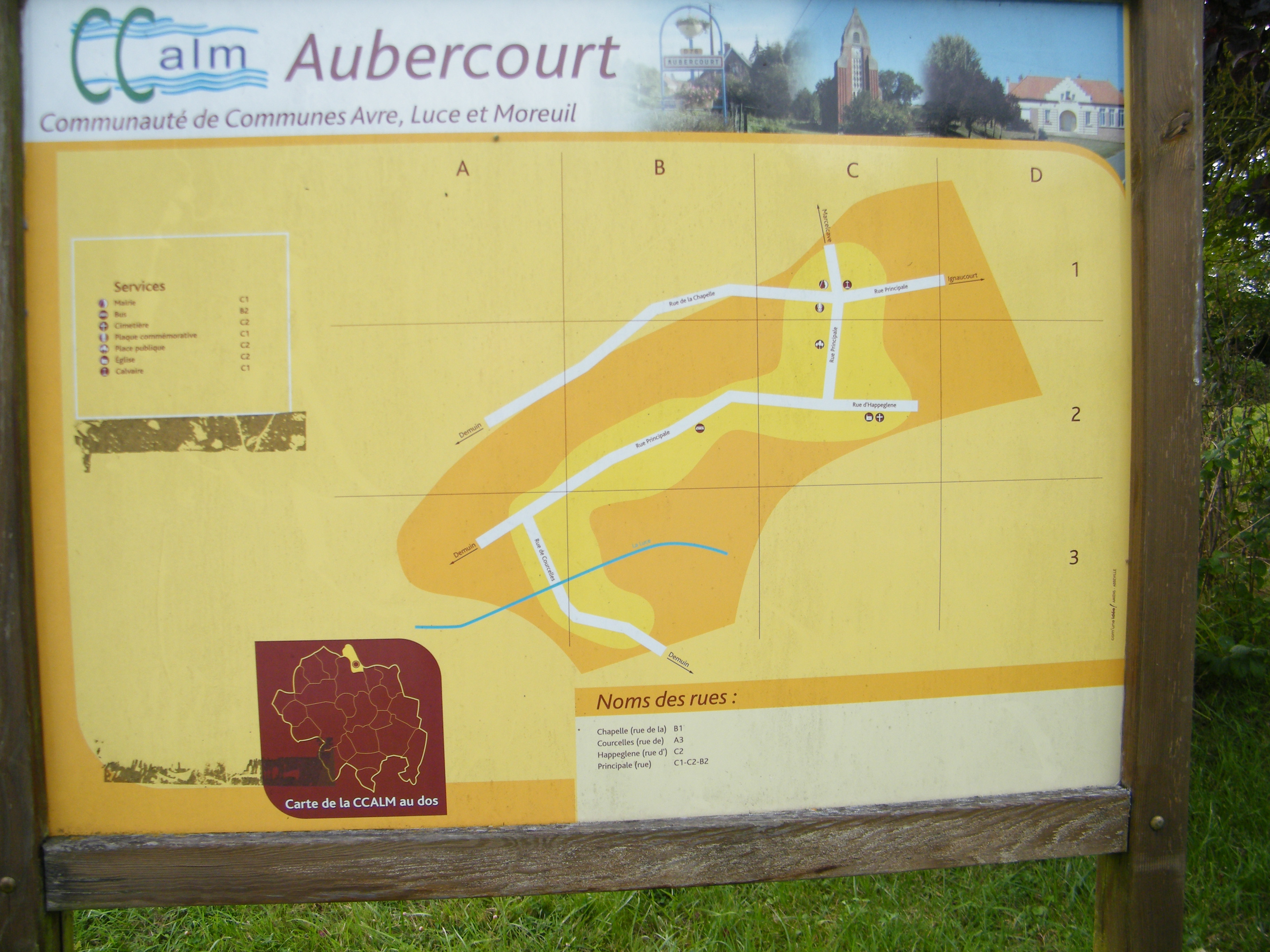
Plan du village.

## Pour approfondir